# Atletika na Letních olympijských hrách 1992 – 400 metrů ženy
Běh na 400 metrů žen na Letních olympijských hrách 1992 se uskutečnil ve dnech 1.– 5. srpna na Olympijském stadionu v Barceloně. Zlatou medaili získala Marie-José Pérecová z Francie, stříbrnou Olga Bryzginová reprezentující Společenství nezávislých států a bronzovou Ximena Restrepo z Kolumbie.

## Výsledky finálového běhu
| *                | jméno               | země                   | čas   |
| ---------------- | ------------------- | ---------------------- | ----- |
| Zlatá medaile    | Marie-José Pérecová | Francie                | 48,83 |
| Stříbrná medaile | Olga Bryzginová     | Sjednocený tým         | 49,05 |
| Bronzová medaile | Ximena Restrepo     | Kolumbie               | 49,64 |
| 4                | Olga Nazarovová     | Sjednocený tým         | 49,69 |
| 5                | Jillian Richardson  | Kanada                 | 49,93 |
| 6                | Rochelle Stevensová | Spojené státy americké | 50,11 |
| 7                | Sandie Richardsová  | Jamajka                | 50,19 |
| 8                | Phylis Smithová     | Velká Británie         | 50,87 |